# اشرف تپه (میانه)
اشرف تپه مربوط به دوره اشکانیان - دوره ساسانیان - سده‌های اولیه دوران‌های تاریخی پس از اسلام است و در شهرستان میانه، بخش کندوان، دهستان تیرچای، ۱ کیلومتری جنوبغرب روستای نوادیز واقع شده و این اثر در تاریخ ۲۷ اسفند ۱۳۸۶ با شمارهٔ ثبت ۲۲۷۲۰ به‌عنوان یکی از آثار ملی ایران به ثبت رسیده است.